# Favonius
Favonius (лат.) — род дневных бабочек из семейства голубянок.

## Этимология
Favonius — фавоний, тёплый западный ветер в Риме, начинающий дуть в середине февраля; то же, что зефир у греков.

## Описание
Бабочки небольших и относительно средних размеров. Нижняя сторона крыльев серебристо-белого цвета с шелковистым отливом. У представителей рода выражен половой диморфизм. Окраска верхней стороны крыльев самцов практически полностью синяя, тогда как у самок окраска темная с синими пятнами. Наружный край передних крыльев прямой, а задних — частично округлый, с прямыми промежутками между жилками и с хвостиком на жилке Cu2, а также двумя выступами на жилках Cu1 и 2A. Жилка R1 характеризуется отсутствием ветвления; жилки R2 и R3 отличаются тем, что сливаются в одну, жилки R4 и R5 имеют общий ствол. К краю переднего крыла доходят все пять жилок.

## Ареал
Палеарктический род, большинство представителей которого распространены в Восточной Азии.

## Классификация
В род включают около 10 видов:
- Подрод Favonius
  - Favonius cognatus (Staudinger, 1892)
    - Favonius cognatus cognatus
    - Favonius cognatus ackeryi (Fujioka, 1994)
    - Favonius cognatus latifasciatus (Shirôzu et Hayashi, 1959)

  - Favonius jezoensis (Matsumura, 1915)
    - Favonius jezoensis jezoensis
    - Favonius jezoensis azumajamensis (Kanda, 1994)
    - Favonius jezoensis daisenensis (Tanaka, 1941)
    - Favonius jezoensis magnificans Murayama, 1953

  - Favonius korshunovi (Dubatolov et Sergeev, 1982)
    - Favonius korshunovi korshunovi
    - Favonius korshunovi macrocercus (Wakabayashi et Fukuda, 1985)
    - Favonius korshunovi shinichiroi Fujioka, 2003

  - Favonius leechi (Riley, 1939)
  - Favonius orientalis (Murray, 1875)
    - Favonius orientalis orientalis
    - Favonius orientalis shirozui Murayama, 1956
    - Favonius orientalis schischkini Kurentzov, 1970

  - Favonius taxila (Bremer, 1861)
  - Favonius ultramarinus (Fixsen, 1887)
    - Favonius ultramarinus ultramarinus
    - Favonius ultramarinus borealis (Murayama, 1953)
    - Favonius ultramarinus hayashii (Shirôzu, 1953)
    - Favonius ultramarinus okumotoi (Koiwaya, 1996)
    - Favonius ultramarinus suffusa (Leech, 1894)

  - Favonius unoi Fujioka, 2003
  - Favonius watanabei Koiwaya, 2002
  - Favonius yuasai Shirôzu, 1948 
    - Favonius yuasai coreensis Myrayama, 1963
- Подрод Tasogare Sugiura, 1993
  - Favonius saphirinus (Staudinger, 1887)
- Виды incertae sedis
  - Favonius latimarginata Murayama, 1963
  - Favonius leechina Lamas, 2008

- Рассматриваемые в составе других родов
  - Favonius fujisanus Matsumura, 1910 сейчас рассматривается как Sibataniozephyrus fujisanus (Matsumura, 1910)
  - Favonius quercus (Linnaeus, 1758) сейчас рассматривается как Neozephyrus quercus
    - Favonius quercus iberica (Staudinger, 1901)
    - Favonius quercus interjectus (Verity, 1919)
    - Favonius quercus longicaudatus (Riley, 1921)